# Три ікси: Реактивізація
«Три ікси: Реактивізація» (англ. XXX: Return of Xander Cage, дослівно — «Три ікси: Повернення Ксандера Кейджа») — американський фільм-екшн, знятий Ді Джеєм Карузо. Він є продовженням фільму «Три ікси 2: Новий рівень» (2005) і третім фільмом у серії «Три ікси». Прем'єра стрічки в Україні відбулася 19 січня 2017 року. Фільм розповідає про екстремала Ксандера Кейджа, якого наймає АНБ для пошуку зброї високої потужності під назвою «Скринька Пандори».

## Сюжет
Вербувальник АНБ Огастус Гіббонс снідає з футболістом Неймаром, намагаючись залучити його в ряди захисників людства із загону «Три ікси». На кафе, в якому вони сидять, із космосу падає супутник, направлений рукою зловмисних терористів. Згодом після цього команда із чотирьох кваліфікованих спеціалістів на чолі з Сяном потрапляє до штаб-квартири ЦРУ, щоб отримати «Скриньку Пандори» — пристрій, здатний контролювати супутники до збою в певних місцях як боєголовки. Агент ЦРУ Джейн Маркі вистежує колишнього таємного агента Ксандера Кейджа, який інсценував власну смерть і живе у добровільному вигнанні, у Домініканській Республіці. Він переконує його повернутися на службу, щоб відшукати пристрій.
Після включення Ейнслі до списку помічників, Кейдж вистежує бандитів на Філіппінах. Загін спецназу на чолі з Полом Донованом призначений допомагати Ксандеру, але він відмовляється на користь власної команди, до складу якої увійшли снайпер Адель Вулф, діджей Гарвард «Нікс» Чжоу та водій-утікач Теннісон Торч. Також їм допомагає спеціаліст зі зброї, інтроверт Ребекка «Беккі» Кліридж. Команда знаходить Сяна та його товаришів, Серену Ангер, Телона і Хоука, де Кейдж зустрічає Сяна у підземному нічному клубі на віддаленому острові. Сян показує, що його команда є частиною програми «Три ікси», завербованою Гіббонсом, і стверджує, що вкрав Скриньку Пандори для припинення зловживань, тоді як Серена припускає, що вони повинні знищити її.
Після цього російський спецназ здійснює напад на острів. Група встигає відбитися від нападників, в той час як Сян тікає зі Скринькою Пандори. Ксандер перехоплює його і кидається у гонитву. Серена зраджує Сяна, знищує Скриньку і приєднується до команди Кейджа. Після чергового падіння супутника в Росії Маркі визначає, що пристрій, знищений Сереною, був лише прототипом, так як обидві команди даремно витратили час на пошуки. Кейдж припускає, що директор ЦРУ Андерсон є учасником змови і саме у нього знаходиться Скринька Пандори.
Кейдж та гоночна команда Сяна знаходять Андерсона в Детройті, відстеживши унікальний сигнал зі Скриньки Пандори. Ксандер і Сян затівають бійку з людьми Андерсона, паралельно захищаючи один одного. Ксандер протистоїть Андерсону і той зізнається у вчиненні аварії супутника, який вбив Гіббонса. Вулф вбиває Андерсона, в той час як ЦРУ заарештовує Сяна за вчинення терактів на Росію і оволодіває Скринькою. На зворотньому шляху до штаб-квартири Маркі оголошує про закриття програми і вбиває Ксандера, щоб зберегти її для себе. Згодом Вулф наймає групу вбивць, щоб усунути тих, хто чекає екстрадиції. Вони об'єднують зусилля, щоб відбитися від терористів і отримати допомогу від колишнього таємного агента Даріуса Стоуна.
Від смерті Ксандера рятує бронежилет, який дала йому Беккі, і об'єднується з командою Сяна для боротьби з Донованом. Маркі використовує Скриньку для відправлення супутників на склад, де команди ведуть боротьбу з людьми Донована. Ксандер виштовхує Донована з літака, в той час як Сян вбиває Маркі і спускається з парашутом та Скринькою. Незважаючи на спроби Беккі зупинити сигнал, вони не можуть перешкодити падінню супутників. В останній спробі їх захистити, Ксандер падає на супутник з палаючого літака і використовує свій вантаж, щоб безпечно досягти землі. Сян віддає пристрій Кейджу, і Ксандер знищує його.
Пізніше команда приходить на похорони Гіббонса. До Ксандера підходить сам Гіббонс, який інсценував власну смерть і тепер відновлює програму «Три ікси» разом з новачком Неймаром. Гіббонс віддячує Ксандера за добре зроблену роботу, і той вирішує залишитись на службі і зберегти свободу.

## У ролях
- Він Дізель — Ксандер Кейдж / Три ікси
- Донні Єн — Сян
- Діпіка Падуконе — Серена Ангер
- Кріс Ву — Гарвард «Нікс» Чжоу
- Рубі Роуз — Адель Вулф
- Тоні Джаа — Телон
- Ніна Добрев — Ребекка «Бекка» Кліридж
- Тоні Коллетт — Джейн Маркі
- Семюел Л. Джексон — агент АНБ Огастус Гіббонс
- Рорі Макканн — Джейн Маркі
- Герміона Корфілд — Ейнслі
- Ice Cube — Даріус Стоун

## Виробництво
Зйомки фільму почались наприкінці січня 2016 року в Торонто (Канада).